# Rhamphobrachium chuni
Rhamphobrachium chuni är en ringmaskart som beskrevs av Ehlers 1908. Rhamphobrachium chuni ingår i släktet Rhamphobrachium och familjen Onuphidae. Inga underarter finns listade i Catalogue of Life.